# Charlie Rouse
Pour les articles homonymes, voir Rouse.
Charlie Rouse, né le 6 avril 1924 à Washington, D.C. et mort le 30 novembre 1988 à Seattle, est un saxophoniste ténor et flûtiste de jazz américain.
Il est principalement connu pour sa collaboration avec Thelonious Monk, qui dura plus de dix ans (entre 1959 et 1970). Il est également un des membres fondateurs du groupe Sphere (en) en hommage à Thelonious Monk.

## Biographie
Après des études de clarinette à l'Université Howard, Charlie Rouse joue du saxophone ténor dans les orchestres de Billy Eckstine (1945) et de Duke Ellington (1946), avec qui il jouera régulièrement jusque dans les années 1950. À la même période il joue avec Thelonious Monk, Fats Navarro ou Eddie Vinson.
Il devient un membre régulier du quintette de Thelonious Monk en 1959, au sein duquel il joue jusqu'en 1970. Il participe à de nombreux disques phares du pianiste, dont Monk's Dream, Criss Cross, It's Monk's Time, Straight, No Chaser ou encore Underground.
Il étudie ensuite l'art dramatique, pour revenir à la musique au début des années 1970 aux côtés du violoncelliste Calo Scott. Il cofonde en 1982 le groupe Sphere (en) en hommage à Thelonious Monk. Il joue avec Louis Smith (en) et Mal Waldron.
Charlie Rouse meurt le 30 novembre 1988 d'un cancer du poumon à Seattle à l'âge de 64 ans.

## Style
Lorsqu'il jouait, Charlie Rouse bougeait peu, regardait droit devant lui et avait une expression solennelle.[réf. nécessaire]

## Discographie

### En tant que leader
- 1957 : The Chase Is On (en) (Bethlehem)
- 1960 : Takin' Care of Business (album) (en) (Jazzland)
- 1960 : Unsung Hero (Epic)
- 1960 : Yeah! (Epic Records)
- 1962 : Bossa Nova Bacchanal (en) (Blue Note)
- 1973 : Two Is One (en) (Strata-East Records)
- 1977 : Moment's Notice (Storyville)
- 1977 : Cinammon Flower (Rykodisc)
- 1981 : Upper Manhattan Jazz Society (Enja Records)
- 1984 : Social Call (Uptown)
- 1988 : Epistrophy (Landmark)

### En tant que sideman
Avec Fats Navarro
- 1947 : Barry's Bop

Avec Count Basie
- 1950 : You're My Baby, You

Avec Art Farmer
- 1954 : Wildwood

Avec Bennie Green and his Band
- 1955 : Hi Yo Silver et Groovin' The Blues (78 rpm)

Avec Jazz Modes
- 1959 : This 'n' That

Avec Thelonious Monk
- 1959 : At Town Hall
- 1961 : Monk in France
- 1961 : Thelonious Monk in Italy
- 1961 : Monk in Copenhagen
- 1962 : Monk's Dream
- 1963 : Criss Cross
- 1963 : At Newport 1963 and 1965
- 1963 : Monterey Jazz Festival '63
- 1963 : Big Band / Quartet In Concert
- 1964 : It's Monk's Time
- 1964 : Monk
- 1964 : Live at the It Club
- 1964 : Live At The Jazz Workshop
- 1965 : Monk In Paris
- 1965 : Olympia, 6 mars 1965 & Olympia, 7 mars 1965
- 1965 : Paris At Midnight
- 1967 : Straight, No Chaser
- 1967 : The Nonet - Live!
- 1968 : Underground

Avec Sonny Clark
- 1961 : Leapin' and Lopin'

Avec Mal Waldron
- 1986 : The Git Go - Live at the Village Vanguard
- 1988 : The Seagulls of Kristiansund

Avec Sphere (en)
- 1982 : Four in One (Elektra)
- 1983 : Flight Path (Elektra)
- 1985 : Sphere On Tour (Red)
- 1986 : Pumpkin's Delight (Red)
- 1987 : Four for All (Verve)
- 1988 : Bird Songs (Verve)

## Hommages
L'astéroïde (10426) Charlierouse a été officiellement nommé en son honneur en 2007 par l'astronome américain Joe Montani, fan de Thelonious Monk. Précédemment, le scientifique américain avait également nommé un astéroïde (11091) Thelonious. Chacun d'eux a une période orbitale de quatre ans et fait environ 10 km de diamètre,.